# Voćin
Voćin es un municipio de Croacia en el condado de Virovitica-Podravina.

## Geografía
Se encuentra a una altitud de 215 m s. n. m. a 180 km de la capital nacional, Zagreb.

## Demografía
En el censo 2011 el total de población del municipio fue de 2382 habitantes, distribuidos en las siguientes localidades:
- Bokane - 215
- Ćeralije - 623
- Dobrić -  0
- Donje Kusonje -  5
- Đuričić - 0
- Gornje Kusonje - 13
- Gornji Meljani - 15
- Hum - 90
- Hum Varoš - 47
- Kometnik-Jorgići - 26
- Kometnik-Zubići - 28
- Kuzma - 0
- Lisičine - 0
- Macute - 33
- Mačkovac - 47
- Novo Kusonje - 22
- Popovac - 0
- Rijenci - 5
- Sekulinci - 7
- Smude - 15
- Voćin - 1 191

| Gráfica de población de Voćin 1857-2011                             |
|                                                                     |
| Según los censos de población de la oficina estadística de Croacia. |